# Mülheimer Häuschen
Das Mülheimer Häuschen war ein seit dem 18. Jahrhundert bekanntes Anwesen im linksrheinischen Norden von Köln im heutigen Stadtteil Riehl. Bis zu seinem Abbruch 1929 war es, direkt an der Mülheimer Schiffbrücke gelegen, ein bekanntes Ausflugslokal. 

## Gebäude
Das Mülheimer Häuschen befand sich in Köln-Riehl direkt am Rhein neben der alten Mülheimer Schiffbrücke im Kreuzungsbereich der damaligen Riehler Straße mit dem Holländer Ufer, unweit des Garnisons-Exerzierplatz Mülheimer Heide und der Franzosen-Schanze. Heute Westportal der Mülheimer Brücke, An der Schanz, Kuhweg. Ausweislich der Flurkarten bestand das Anwesen um 1900 aus zwei Gebäuden. Bis zu seinem Abbruch 1929 wurde es als Restaurant und Ausflugslokal mit Biergarten betrieben und war dabei Teil der sogenannten Goldene Ecke von Köln.

## Geschichte
Bereits um das Jahr 1200 besaß der Graf von Berg das Fährrecht bei Mülheim. Ab 1268 übernahm das Kloster Altenberg dieses Recht von Graf Adolf V. von Berg und ließ den Fährbetrieb mit einem Nachen ausüben. Ab 1700 folgte ein vom Haus Berg gegen eine jährliche Pacht von 400 Reichstalern vergebener Fährbetrieb, der mit einer die Strömung nutzenden Gierponte, zwischen Mülheim und dem Mülheimer Häuschen durchgeführt wurde.
An diesem Verkehrsknotenpunkt außerhalb der Stadtmauer auf dem Gebiet des Kurfürstlichen Erzstifts Köln bestand das Mülheimer Häuschen als Hof bereits vor dem Ersten Koalitionskrieg. Seit wann, in welcher Funktion und wer der Besitzer war, ist nicht bekannt. Vermutlich bestand hier ein Saumpfad und es handelte sich um eine Treidelstation. Nach dem Einmarsch des französischen Revolutionsheeres 1794 wurde das Erzstift Köln neu organisiert. In Folge wurde ab 1800 die Mairie Longerich neugebildet und umfasste neben verschiedenen Orten, Dörfern und einzelnen Höfen ausweislich auch das direkt an der Chemin de Mulheim gelegene und auf einer Karte von 1806 als Hausgen bezeichnete Mülheimer Häuschen.
Am 14. November 1813 kam es bei dem Versuch der preußischen Armee die Franzosen aus Riehl zu vertreiben zu einer Auseinandersetzung, bei der anlandende preußische Truppen am Mülheimer Häuschen auf französische Soldaten trafen, die dort stationiert waren, und ohne Kampfhandlungen flohen. Ein weiteres Aufeinandertreffen an gleicher Stelle wird vom 1. Januar 1814 berichtet.
Mit der Übernahme des Rheinlandes durch Preußen 1815 wurde die Bürgermeisterei Longerich mit ihren sechs Ortsteilen Nippes, Merheim, Mauenheimscher Hof, Weidenpesch, Riehl und Mülheimer Häuschen Teil des neugebildeten Landkreises Köln.
Am 9. November 1817 kam es am Mülheimer Häuschen zur Ermordung des Wilhelm Coenen aus Krefeld. Die Ermittlungen gegen den Kölner Kaufmann Peter Anton Fonk, der dort einen Keller zur Lagerung von Branntwein gemietet hatte, und dessen Freispruch 1822 erregten in Folge einiges Aufsehen.
Im Topographisch-statistisch-historischen Lexikon von Deutschland wird für 1846 für Mülheimer Häuschen ein Haus mit 15 Bewohnern genannt. 1886 wurde Riehl mit dem Mülheimer Häuschen von der Gemeinde Longerich abgetrennt und am 1. April 1888 nach Köln eingemeindet.
Aufgrund seiner exponierten Lage zwischen Fähranleger und Exerzierplatz entwickelte sich das Mülheimer Häuschen mit dem Deutsch-Französischen Krieg ab 1870 auch aufgrund der zunehmenden Militärbegeisterung der Bevölkerung zu einem beliebten Ausflugslokal. Der Bau der Schiffsbrücke 1885 sowie des gleichnamigen Bahnhofs nebst Pferdedepot der Kölnischen Straßenbahn-Gesellschaft 1889 (Elektrifiziert 1902 und heute H Slabystraße der Linien 13 u. 18) förderten diese Entwicklung in den Folgejahren. Zudem wurde 1902 nebenan das erste Kölner Freibad Rheinlust (geschlossen 1986) eröffnet.
Riehl wurde bei Hochwasser regelmäßig überschwemmt und seine Entwicklung war dadurch gehemmt. Nach dem Rekordhochwasser vom 1. Januar 1926 mit einem Pegelstand von 10,26 m beschloss der Rat der Stadt Köln eine Überflutungsfläche zu schaffen, um Riehl und Mülheim bei Hochwasser zu entlasten. Zu diesem Zweck wurde im Zusammenhang mit dem Bau der Mülheimer Brücke entlang des Niederländer Ufers ein Damm errichtet. Im Zuge dieser Baumaßnahmen wurden zwischen 1927 und 1929 das Freibad verlegt und das Mülheimer Häuschen abgebrochen. Der letzte bekannte Inhaber war Clemens Glasmacher. 

Postkarte vom Mülheimer Häuschen
Exerzierplatz Mülheimer Heide mit Mülheimer Häuschen 1899